# Isostyla nubila
Isostyla nubila är en fjärilsart som beskrevs av William Schaus 1912. Isostyla nubila ingår i släktet Isostyla och familjen tandspinnare. Inga underarter finns listade i Catalogue of Life.